# ۲۱۷ (میلادی)
۲۱۷ (میلادی) دویست  و هفدهمین سال تقویم میلادی است.

## درگذشتگان
‎